# Nord (tratwa)
Nord – nazwa tratwy, na której kapitan Andrzej Urbańczyk (pomysłodawca i kapitan rejsu), Stanisław Kostka, Jerzy Fischbach i Czesław Breitmeier w dniach 28 sierpnia – 7 września 1957 przepłynęli z Łeby na wyspę Lilla Karlsö w Szwecji. Dla upamiętnienia wyprawy nazwę „Nabrzeże Świerkowej Tratwy – Nord” 12 września 2003 nadano nabrzeżu Portu Jachtowego w Łebie. Nazwa Nord (z dodatkiem kolejnych liczb) nadawana jest kolejnym jachtom Urbańczyka.